# Passaporte timorense
Os passaportes timorenses são atribuídos aos cidadãos de Timor-Leste para viagens internacionais. Até 2002, quando o país tornou-se oficialmente independente do controlo da Organização das Nações Unidas, os residentes tinham que usar um documento de viagem da ONU para viajar ao estrangeiro.

## Exigências de visto para cidadanias timorenses

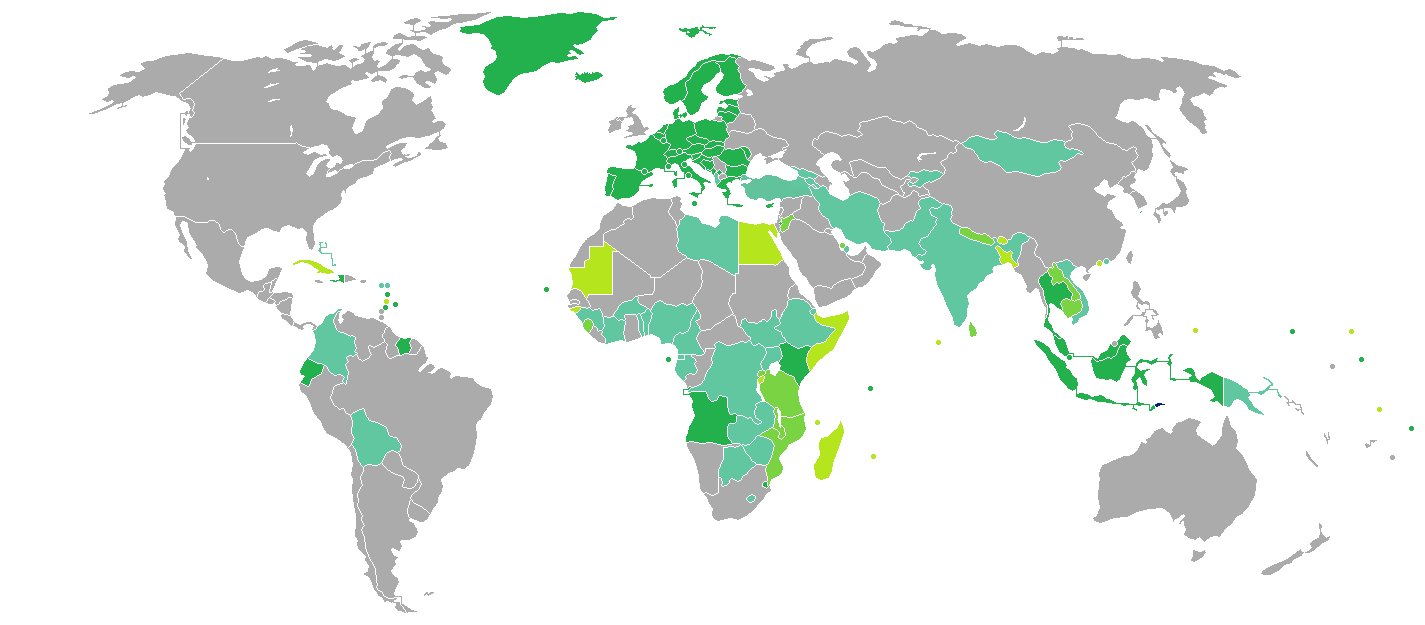
Exigências de visto para cidadanias brasileiras:
Timor-Leste
Visto dispensado.
O visto, vindo ao caso, é expedido na chegada.
O visto, vindo ao caso, é expedido online ("E-Visa").
O visto, vindo ao caso, pode ser expedido online ("E-Visa") ou na chegada.
Visto exigido.

As exigências de visto para cidadanias timorenses são restrições administrativas de entrada a essas impostas pelas autoridades de outros Estados. 